# Гази-Баба
Гази-Баба (макед. Општина Гази Баба) — община в Северной Македонии. Община является административной единицей-микрорайоном столицы страны — Скопье, расположена на севере Северной Македонии, в Скопском статистически-экономическом регионе, с населением 72 617 жителей.
Площадь территории общины 110,86 км².
Этническая структура населения в общине по переписи населения 2002 года:
- македонцы — 53 497 (73,67%)
- албанцы — 12 502 (17,21%)
- сербы — 2 097 (2,9%)
- цыгане — 2 082 (2,9%)
- боснийцы — 710 (1,0%)
- турки — 606 (0,8%)
- волохи — 236 (0,3%)
- остальные — 887 (1,2%)